# Cirroc Lofton
Cirroc Lofton ((nascut el 7 d'agost de 1978) és un actor i podcaster estatunidenc que va començar la seva carrera als nou anys amb molts papers secundaris. Va començar al programa d'educació infantil de 1989 Econ and Me, que ensenya economia infantil. És conegut sobretot per interpretar Jake Sisko a la sèrie de televisió dels anys 90 Star Trek: Deep Space Nine.

## Vida personal
Segons Lofton, és un parent llunyà, "potser un cosí tercer", del centrecampista de la Major League Baseball Kenny Lofton.

## Carrera
El primer paper important de Lofton en una sèrie de televisió també va ser el seu paper més llarg, interpretant Jake Sisko, fill del personatge principal, Benjamin Sisko a la sèrie de televisió de ciència-ficció Star Trek: Deep Space Nine de 1993 a 1999. El setembre de 2003, va interpretar Maynard, fill d'un predicador que va anar a Harvard a l'episodi "PK" de 7th Heaven. Va tenir un paper regular com a jugador de bàsquet professional Curtis Thorpe a la sèrie dramàtica de Showtime The Hoop Life, i un paper recurrent com a estudiant de dret Anthony Carter a la sèrie dramàtica de Showtime Soul Food. Lofton va interpretar Tommy Boyer a "Darkroom", un episodi del 2006 de la sèrie de televisió de la CBS CSI: Miami.